# Zlátenka
Zlátenka (en allemand : Slatenka) est une commune du district de Pelhřimov, dans la région de Vysočina, en République tchèque. Sa population s'élevait à 45 habitants en 2024.

## Géographie
Zlátenka se trouve à 7 km au sud-est de Pacov, à 12 km à l'ouest de Pelhřimov, à 39 km à l'ouest de Jihlava et à 86 km au sud-est de Prague.
La commune est limitée par Pošná au nord, par Leskovice à l'est, par Moraveč au sud et par Vysoká Lhota à l'ouest et par Kámen au nord-ouest.

## Histoire
La première mention écrite de la localité date de 1362.